# Landudal
Landudal település Franciaországban, Finistère megyében. Lakosainak száma 910 fő (2022. január 1.). Landudal Edern, Briec, Elliant, Ergué-Gabéric és Langolen községekkel határos.

## Népesség
A település népességének változása:
| Lakosok száma | 734  | 672  | 680  | 743  | 858  | 879  | 877  | 884  | 888  | 910  |
|               | 1968 | 1982 | 1990 | 2006 | 2013 | 2015 | 2017 | 2019 | 2020 | 2022 |